# Serra del Masvell
La Serra del Masvell és una serra a cavall dels municipis d'Artesa de Segre i Oliola a la comarca de Noguera i d'Agramunt a la de l'Urgell, amb una elevació màxima de 547 metres.